# Командини, Аделе
Аде́ле Команди́ни (англ. Adele Comandini; 29 апреля 1898, Нью-Йорк, США — 22 июля 1987, Лос-Анджелес, Калифорния, США) — американская сценаристка и кинопродюсер. Номинантка на премию «Оскар» (1937) в номинации «Лучшая оригинальная история» за фильм «Три умных девочки» (1936).

## Биография и карьера
Аделе Командини родилась 29 апреля 1898 года в Нью-Йорке (США) в семье итальянских эмигрантов. Она начала свою карьеру в качестве сценариста в киноиндустрии в Голливуде в 1926 году с литературной адаптацией к фильму «Метро Сэди». Со временем, к середине 1950-х годов, она написала сценарии к более чем двадцати фильмам и телевизионным эпизодам.
В 1937 году она была номинирована на премию «Оскар» в номинации «Лучшая оригинальная история» за фильм «Три умных девочки» (1936). Другие известные фильмы, к которым она писала сценарии, стали «Вне завтрашнего дня» (1940), «Странная иллюзия» (1945) и «Рождество в Коннектикуте» (1945).
Командини умерла 22 июля 1987 года в Лос-Анджелесе, штат Калифорния, в возрасте 89 лет.